# Lysingsbadet

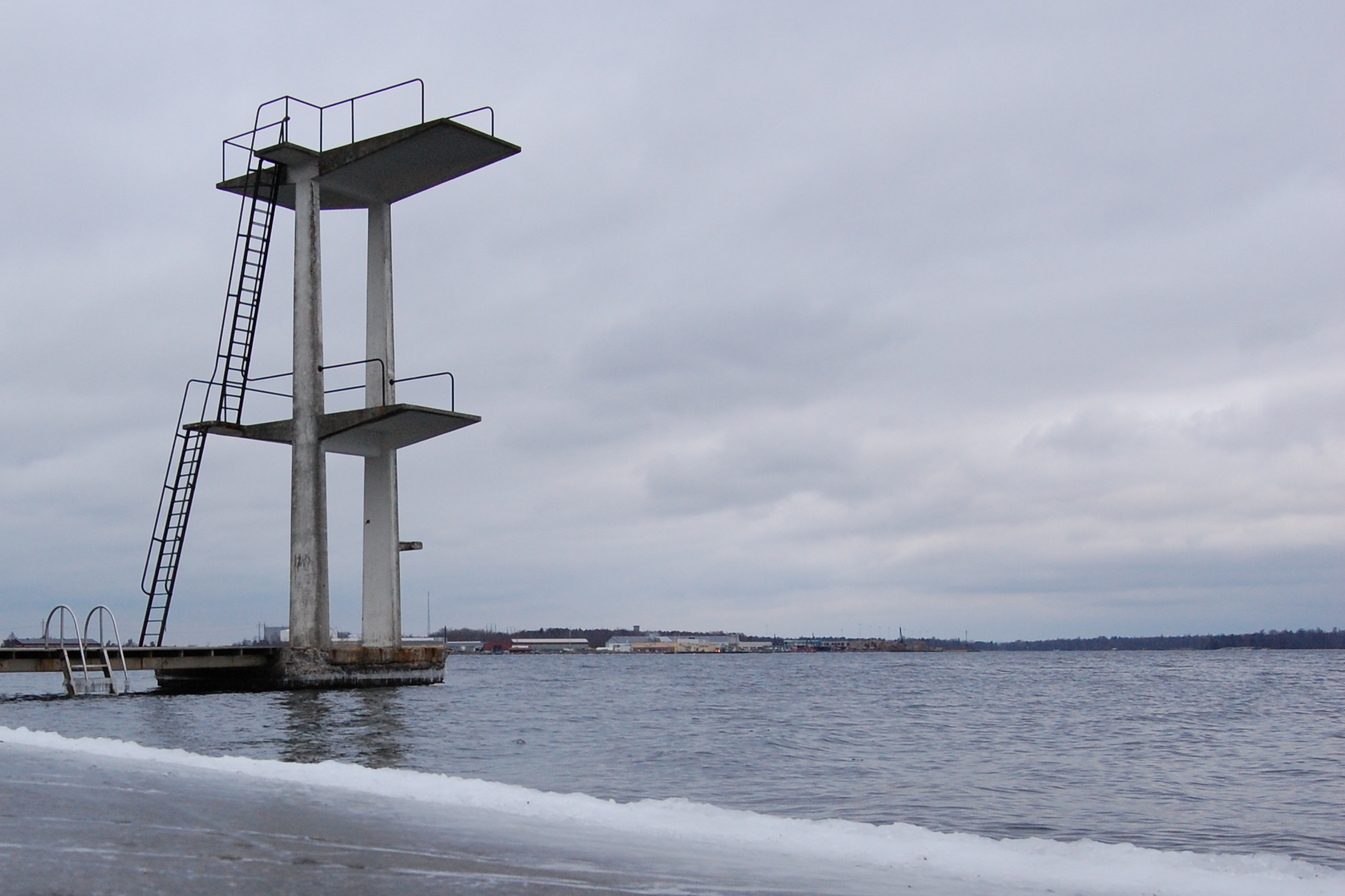
Ett hopptorn vid Lysingsbadet, 2009.

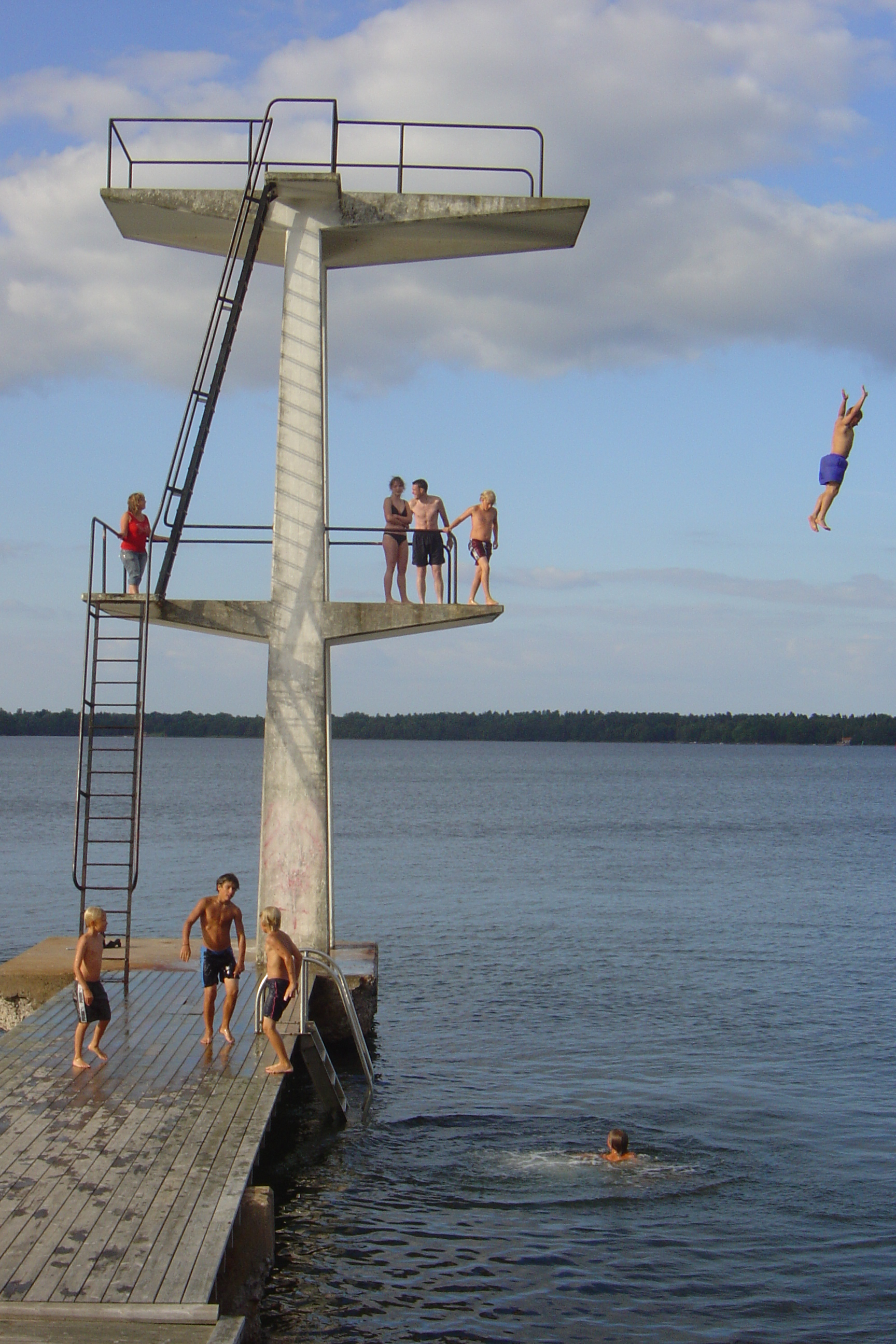

Västervik Resort Lysingsbadet är en campingplats och badplats cirka tre kilometer söder om centrala Västervik.